# Gangzur-Minjey
La circonscription de Gangzur-Minjey est une circonscription qui couvre une partie du district (dzongkhags) de Lhuntse. 
La circonscription est créée à la suite de la transition de ce royaume vers une monarchie parlementaire, et le début de la démocratie.

## Historique des députés
| Législature | Législature | Député | Député             | Groupe parlementaire        |                             |
| ----------- | ----------- | ------ | ------------------ | --------------------------- | --------------------------- |
|             | Ire et IIe  |        | Karma Rangdol (en) | Parti vertueux du Bhoutan   |                             |
|             | IIIe        |        | Kinga Penjor (en)  | Parti de l'unité du Bhoutan | Parti de l'unité du Bhoutan |

## Historique des élections

### Élections législatives de 2008
| Candidats | Candidats          | Partis                       | Voix  |
| --------- | ------------------ | ---------------------------- | ----- |
|           | Karma Rangdol (en) | Parti vertueux du Bhoutan    | 2 832 |
|           | Sonam Jatso        | Parti démocratique populaire | 1 195 |
| Total     | Total              | Total                        | 4 027 |

### Élections législatives de 2013
| Candidat | Candidat           | Partis                       | Premier tour | Premier tour | Second tour | Second tour |
| Candidat | Candidat           | Partis                       | Voix         | %            | Voix        | %           |
| -------- | ------------------ | ---------------------------- | ------------ | ------------ | ----------- | ----------- |
|          | Karma Rangdol (en) | Parti vertueux du Bhoutan    | 1 753        | 49,1         | 2 302       | 58,9        |
|          | Lobzang Dorji      | Parti démocratique populaire | 1 162        | 32,6         | 1 606       | 41,1        |
|          | Tshewang Dema      | Parti de l'unité du Bhoutan  | 474          | 13,3         |             |             |
|          | Tenzin Lhamo       | Parti du peuple du Bhoutan   | 179          | 5            |             |             |
| Total    | Total              | Total                        | 3 568        | 100          | 3 908       | 100         |

### Élections législatives de 2018
| Candidat | Candidat          | Partis                        | Premier tour | Premier tour | Second tour | Second tour |
| Candidat | Candidat          | Partis                        | Voix         | %            | Voix        | %           |
| -------- | ----------------- | ----------------------------- | ------------ | ------------ | ----------- | ----------- |
|          | Kinga Penjor (en) | Parti de l'unité du Bhoutan   | 2 134        | 39,2         | 3 026       | 53,4        |
|          | Tshering Dorji    | Parti vertueux du Bhoutan     | 1 504        | 27,6         | 2 638       | 46,6        |
|          | ?                 | Parti démocratique populaire  | 1 302        | 23,9         |             |             |
|          | ?                 | Parti de l'égalité du Bhoutan | 507          | 9,3          |             |             |
| Total    | Total             | Total                         | 5 447        | 100          | 5 664       | 100         |